# Framboesa de Ouro de pior filme
Framboesa de Ouro de pior filme (em inglês: Razzie Award for Worst Picture), é um dos prêmios do Framboesa de Ouro.

## Premiados e indicados
- O ano listado é o da cerimônia, premiando os filmes do ano anterior. Os vencedores estão em negrito.

| Ano  | Edição | Título original | Título no Brasil | Título em Portugal |
| 1981 | 1ª     | Can't Stop the Music Cruising The Formula Friday the 13th The Jazz Singer The Nude Bomb Raise the Titanic Saturn 3 Windows Xanadu                                     | A Música Não Pode Parar Parceiros da Noite A Fórmula Sexta-Feira 13 Nasce um Cantor A Bomba que Desnuda O Resgate do Titanic Missão Saturno 3 Maldita Paixão Xanadu                          | A Música não Pode Parar A Caça A Fórmula Sexta-Feira 13 O Cantor de Jazz A Bomba Nua A Guerra dos Abismos Saturno 3 Angústia... e Obsessão Xanadu |
| 1982 | 2ª     | Mommie Dearest Endless Love Heaven's Gate The Legend of the Lone Ranger Tarzan, the Ape Man                                                                           | Mamãezinha Querida Amor Sem Fim O Portal do Paraíso A Lenda do Cavaleiro Solitário Tarzan, O Filho das Selvas                                                                                | Querida Mãe Um Amor Infinito As Portas do Céu A Máscara do Ranger Tarzan - O Homem Macaco                                                         |
| 1983 | 3ª     | Inchon Annie Butterfly Megaforce The Pirate Movie | Inchon Annie Butterfly e a Mariposa O Esquadrão do Terror Romance Pirata | Inchon Annie Butterfly Megaforce Os Piratas |
| 1984 | 4ª     | The Lonely Lady Hercules Jaws 3-D Stroker Ace Two of a Kind | A Mulher Só Hércules Tubarão III O Imbatível Embalos a Dois | A Dama Solitária Aventuras de Hércules Tubarão III Prego a Fundo Milagre de Amor                                                                  |
| 1985 | 5ª     | Bolero Cannonball Run II Rhinestone Sheena Where the Boys Are '84 | Bolero - Uma Aventura em Êxtase Um Rally Muito Louco Rhinestone - Um Brilho na Noite Sheena - A Rainha da Selva Onde os Garotos Estão                                                        | Bolero A Corrida Mais Louca do Mundo II O Destravado do Táxi Amarelo Sheena - A Rainha da Selva Onde Estão os Rapazes                             |
| 1986 | 6ª     | Rambo: First Blood Part II Fever Pitch Revolução Rocky IV Year of the Dragon                                                                                          | Rambo II - A Missão Jogo no Escuro Revolução Rocky IV O Ano do Dragão | Rambo II - A Vingança do Herói A Febre do Jogo Revolução Rocky IV O Ano do Dragão                                                                 |
| 1987 | 7ª     | Howard the Duck Under the Cherry Moon Blue City Cobra Shanghai Surprise                                                                                               | Howard: O Super-Herói Sob o Luar da Primavera Cidade Corrompida Stallone Cobra Surpresa de Xangai                                                                                            | Howard e o Destino do Mundo Sob o Luar da Riviera Blue City - Cidade Corrupta Cobra - O Braço Forte da Lei Xangai                                 |
| 1988 | 8ª     | Leonard Part 6 Ishtar Jaws: The Revenge Tough Guys Don't Dance Who's That Girl                                                                                        | Leonard - Parte 6 Ishtar Tubarão 4 - A Vingança A Marca do Passado Quem É Essa Garota? | Leonard, o Grande Espião Ishtar Tubarão IV - A Vingança Os Duros Não Brincam Quem É Aquela Rapariga                                               |
| 1989 | 9ª     | Cocktail Caddyshack II Hot to Trot Mac and Me Rambo III | Cocktail Clube dos Pilantras 2 O Cavalo Falante Mac - O Extraterrestre Rambo 3 | Cocktail O Clube dos Malandrecos II — O Meu Amigo Mac Rambo III                                                                                   |
| 1990 | 10ª    | Star Trek V: The Final Frontier The Karate Kid, Part III Lock Up Road House Speed Zone!                                                                               | Jornada nas Estrelas V: A Fronteira Final Karate Kid 3 - O Desafio Final Condenação Brutal Matador de Aluguel A Corrida Maluca                                                               | Star Trek V: A Última Fronteira Momento da Verdade III Stallone - Prisioneiro Profissão: Duro A Corrida Mais Louca do Mundo III                   |
| 1991 | 11ª    | The Adventures of Ford Fairlane Ghosts Can't Do It The Bonfire of the Vanities Graffiti Bridge Rocky V                                                                | As Aventuras de Ford Fairlane Os Fantasmas Não Transam A Fogueira das Vaidades Graffiti Bridge Rocky V                                                                                       | As Aventuras de Ford Fairlane As Loucuras do Meu Fantasma A Fogueira das Vaidades Graffiti Bridge Rocky V                                         |
| 1992 | 12ª    | Hudson Hawk Cool as Ice Dice Rules! Nothing But Trouble Return to the Blue Lagoon                                                                                     | Hudson Hawk - O Falcão Está à Solta Na Onda do Rap — Nada Além de Problemas De Volta à Lagoa Azul                                                                                            | Hudson Hawk - O Falcão Ataca de Novo Curtidos e Betinhos — Loucuras em Valkenvania Regresso à Lagoa Azul                                          |
| 1993 | 13ª    | Shining Through The Bodyguard Christopher Columbus: The Discovery Final Analysis Newsies                                                                              | Uma Luz na Escuridão O Guarda-Costas Cristóvão Colombo - A Aventura do Descobrimento Desejos Extra! Extra!                                                                                   | Uma Luz na Escuridão O Guarda-Costas Cristóvão Colombo: A Descoberta Desejos Finais A Luta dos Ardinas                                            |
| 1994 | 14ª    | Indecent Proposal Body of Evidence Cliffhanger Last Action Hero Sliver                                                                                                | Proposta Indecente Corpo em Evidência Risco Total O Último Grande Herói Invasão de Privacidade                                                                                               | Proposta Indecente Corpo de Delito Assalto Infernal O Último Grande Herói Violação de Privacidade                                                 |
| 1995 | 15ª    | Color of Night North On Deadly Ground The Specialist Wyatt Earp | A Cor da Noite O Anjo da Guarda Em Terreno Selvagem O Especialista Wyatt Earp | A Cor da Noite North - O Puto Maravilha Em Terra Selvagem O Especialista Wyatt Earp                                                               |
| 1996 | 16ª    | Showgirls Congo It's Pat! The Scarlet Letter Waterworld | Showgirls Congo Isto é Pat - O Filme A Letra Escarlate Waterworld - O Segredo das Águas | Showgirls Congo — Adultério Waterworld |
| 1997 | 17ª    | Striptease Barb Wire Ed The Island of Dr. Moreau The Stupids | Striptease Bela e Perigosa Ed - Um Macaco Muito Louco A Ilha do Dr. Moreau Os Babacas | Striptease Barb Wire - Bela e Perigosa — A Ilha do Dr. Moreau Os Estúpidos                                                                        |
| 1998 | 18ª    | The Postman Anaconda Batman & Robin Fire Down Below Speed 2: Cruise Control                                                                                           | O Mensageiro Anaconda Batman & Robin Ameaça Subterrânea Velocidade Máxima 2 | The Postman - O Mensageiro Anaconda Batman & Robin Corrupção Total Speed 2 - Perigo a Bordo                                                       |
| 1999 | 19ª    | An Alan Smithee Film: Burn Hollywood Burn Armageddon The Avengers Godzilla Spice World                                                                                | Hollywood - Muito Além das Câmeras Armageddon Os Vingadores Godzilla Spice World - O Mundo das Spice Girls                                                                                   | Um Realizador de Respeito Armageddon Os Vingadores Godzilla Spice World - O Filme                                                                 |
| 2000 | 20ª    | Wild Wild West Big Daddy The Blair Witch Project The Haunting Star Wars Episode I: The Phantom Menace                                                                 | As Loucas Aventuras de James West O Paizão A Bruxa de Blair A Casa Amaldiçoada Star Wars Episódio I: A Ameaça Fantasma                                                                       | Wild Wild West Um Pai à Maneira O Projecto Blair Witch A Casa Maldita Star Wars Episódio I: A Ameaça Fantasma                                     |
| 2001 | 21ª    | Battlefield Earth Book of Shadows: Blair Witch 2 The Flintstones in Viva Rock Vegas Little Nicky The Next Best Thing                                                  | A Reconquista A Bruxa de Blair 2 - O Livro das Sombras Os Flintstones em Viva Rock Vegas Little Nicky, Um Diabo Diferente Sobrou pra Você                                                    | Terra - Campo de Batalha O Livro das Trevas - BW 2 Os Flintstones em Viva Rock Vegas Nicky, Filho... do Diabo Ligações Imprevistas                |
| 2002 | 22ª    | Freddy Got Fingered Driven Glitter Pearl Harbor 3000 Miles to Graceland                                                                                               | Fora de Casa! Alta Velocidade Glitter - O Brilho de uma Estrela Pearl Harbor 3000 Milhas para o Inferno                                                                                      | Freddy em Apuros Corrida Alucinante Glitter - O Brilho de uma Estrela Pearl Harbor 3000 Milhas de Graceland                                       |
| 2003 | 23ª    | Swept Away The Adventures of Pluto Nash Crossroads Pinocchio Star Wars Episode II: Attack of the Clones                                                               | Destino Insólito Pluto Nash Crossroads - Amigas para Sempre Pinocchio e a fada azul Star Wars: Episódio II - Ataque dos Clones                                                               | Ao Sabor das Ondas Pluto Nash - O Homem da Lua Crossroads - Destinos Pinóquio Star Wars: Episódio II - O Ataque dos Clones                        |
| 2004 | 24ª    | Gigli The Cat in the Hat Charlie's Angels: Full Throttle From Justin to Kelly The Real Cancun                                                                         | Contato de Risco O Gato As Panteras Detonando De Justin para Kelly The Real Cancun | Duro Amor O Gato Charlie's Angels - Potência Máxima De Justin para Kelly 7 Dias em Cancun                                                         |
| 2005 | 25ª    | Catwoman Alexander SuperBabies: Baby Geniuses 2 Surviving Christmas White Chicks                                                                                      | Mulher-Gato Alexandre Bebês Geniais 2: Super Bebês Sobrevivendo ao Natal As Branquelas | Catwoman Alexandre, o Grande O Regresso dos Sabichões Sobrevivendo ao Natal Loiras à Força                                                        |
| 2006 | 26ª    | Dirty Love Deuce Bigalow: European Gigolo The Dukes of Hazzard Son of the Mask House of Wax                                                                           | Dirty Love: Dando o Troco Gigolô Europeu por Acidente Os Gatões - Uma Nova Balada O Filho do Máskara A Casa de Cera                                                                          | Amor Cruel Deuce Bigalow: Um Gigolo na Europa Os Três Duques A Máscara 2 - A Nova Geração A Casa de Cera                                          |
| 2007 | 27ª    | Basic Instinct 2 BloodRayne Lady in the Water Little Man The Wicker Man                                                                                               | Instinto Selvagem 2 BloodRayne A Dama na Água O Pequenino O Sacrifício | Instinto Fatal 2 BloodRayne A Senhora da Água Minorca O Escolhido                                                                                 |
| 2008 | 28ª    | I Know Who Killed Me Bratz: The Movie Daddy Day Camp I Now Pronounce You Chuck and Larry Norbit                                                                       | Eu Sei Quem Me Matou Bratz: O Filme Acampamento do Papai Eu os Declaro Marido e... Larry Norbit                                                                                              | Eu Sei Quem Me Matou Bratz: O Filme O Guarda-Fraldas em Apuros Declaro-vos Marido e... Marido Norbit                                              |
| 2009 | 29ª    | The Love Guru Disaster Movie The Happening The Hottie & The Nottie In the Name of the King: A Dungeon Siege Tale Meet the Spartans                                    | O Guru do Amor Super-Heróis - A Liga da Injustiça Fim dos Tempos A Gostosa e a Gosmenta Em Nome do Rei Os Espartalhões                                                                       | O Guru do Amor Um Desastre de Filme O Acontecimento A Bela & a Amiga Em Nome do Rei - Ascensão e Luta Uns Espartanos do Pior                      |
| 2010 | 30ª    | Transformers: Revenge of the Fallen All About Steve G.I. Joe: The Rise of Cobra Land of the Lost Old Dogs                                                             | Transformers: A Vingança dos Derrotados Maluca Paixão G.I. Joe: A Origem de Cobra A Terra Perdida Surpresa em Dobro                                                                          | Transformers: Retaliação All About Steve G.I. Joe: O Ataque dos Cobra Terra dos Perdidos 2 Amas de Gravata                                        |
| 2011 | 31ª    | The Last Airbender The Bounty Hunter Sex and the City 2 The Twilight Saga: Eclipse Vampires Suck                                                                      | O Último Mestre do Ar Caçador de Recompensas Sex and the City 2 A Saga Crepúsculo: Eclipse Os Vampiros Que Se Mordam                                                                         | O Último Airbender Ex-Mulher Procura-se Sexo e a Cidade 2 A Saga Twilight - Eclipse Ponha Aqui o seu Dentinho                                     |
| 2012 | 32ª    | Jack and Jill Bucky Larson: Born to Be a Star New Year's Eve The Twilight Saga: Breaking Dawn Transformers: Dark of the Moon                                          | Cada Um Tem a Gêmea que Merece Dotado para Brilhar Noite de Ano Novo A Saga Crepúsculo: Amanhecer - Parte 1 Transformers: O Lado Oculto da Lua                                               | Jack e Jill Bucky Larson: O Rei do Porno Ano Novo, Vida Nova A Saga Twilight - Amanhecer - Parte 1 Transformers 3                                 |
| 2013 | 33ª    | The Twilight Saga: Breaking Dawn Part 2 Battleship The Oogieloves in the Big Balloon Adventure That's My Boy A Thousand Words                                         | A Saga Crepúsculo: Amanhecer - Parte 2 Battleship - A Batalha dos Mares — Este É o Meu Garoto As Mil Palavras                                                                                | A Saga Twilight: Amanhecer - Parte 2 Battleship - Batalha Naval — Pai Infernal Mil Palavras                                                       |
| 2014 | 34ª    | Movie 43 After Earth Grown Ups 2 The Lone Ranger A Madea Christmas'                                                                                                   | Para Maiores Depois da Terra Gente Grande 2 O Cavaleiro Solitário O Natal de Madea | Comédia Explícita - Movie 43 Depois da Terra Miúdos e Graúdos 2 O Mascarilha —                                                                    |
| 2015 | 35ª    | Saving Christmas Left Behind The Legend of Hercules Teenage Mutant Ninja Turtles Transformers: Age of Extinction                                                      | — O Apocalipse Hércules As Tartarugas Ninja Transformers: A Era da Extinção | — Left Behind - A Última Profecia A Lenda de Hércules Tartarugas Ninja: Heróis Mutantes Transformers 4                                            |
| 2016 | 36ª    | Fantastic Four Fifty Shades of Grey Jupiter Ascending Paul Blart: Mall Cop 2 Pixels                                                                                   | Quarteto Fantástico Cinquenta Tons de Cinza O Destino de Jupiter Segurança de Shopping 2 Pixels                                                                                              | Quarteto Fantástico As Cinquenta Sombras de Grey Ascensão de Jupiter O Segurança do Shopping: Las Vegas Pixels                                    |
| 2017 | 37ª    | Hillary's America: The Secret History of the Democratic Party Batman v Superman: Dawn of Justice Dirty Grandpa Gods of Egypt Independence Day: Resurgence Zoolander 2 | Os Estados Unidos da Hillary: A História Secreta do Partido Democrata Batman vs Superman: A Origem da Justiça Tirando o Atraso Deuses do Egito Independence Day: O Ressurgimento Zoolander 2 | - Batman vs Super-Homem: O Despertar da Justiça Um Avô Muito à Frente Os Deuses do Egito O Dia da Independência: Nova Ameaça Zoolander 2          |
| 2018 | 38ª    | The Emoji Movie Baywatch Fifty Shades Darker The Mummy Transformers: The Last Knight                                                                                  | Emoji: O Filme Baywatch: S.O.S. Malibu Cinquenta Tons Mais Escuros A Múmia Transformers: O Último Cavaleiro                                                                                  | Emoji: O Filme Baywatch: Marés Vivas As Cinquenta Sombras mais Negras A Múmia Transformers 5                                                      |
| 2019 | 39ª    | Holmes & Watson Gotti The Happytime Murders Robin Hood Winchester | Holmes & Watson Gotti: O Chefe da Máfia Crimes em Happytime Robin Hood - A Origem A Maldição da Casa Winchester                                                                              | Holmes & Watson Gotti - Um Verdadeiro Padrinho Americano Pela Hora da Morte Robin Hood A Maldição da Casa Winchester                              |
| 2020 | 40ª    | Cats The Fanatic The Haunting of Sharon Tate A Madea Family Funeral Rambo: Last Blood                                                                                 | Cats - O Filme Fanático A Maldição de Sharon Tate Um Funeral em Família Rambo: Até o Fim | Cats - O Espectro de Sharon Tate - Rambo: A Última Batalha                                                                                        |
| 2021 | 41ª    | Absolute Proof 365 Dni Dolittle Fantasy Island Music | - 365 Dias Dolittle A Ilha da Fantasia Music | - 365 Dias Dolittle A Ilha da Fantasia Music |
| 2022 | 42ª    | Diana: The Musical Infinite Karen Space Jam: A New Legacy The Woman in the Window                                                                                     | Diana: O Musical Infinito - Space Jam: Um Novo Legado A Mulher na Janela | Diana: O Musical Infinite - Space Jam: Uma Nova Era A Mulher à Janela                                                                             |
| 2023 | 43ª    | Blonde Good Mourning The King's Daughter Morbius Pinóquio | Blonde Tenha Um Bom Luto A Filha do Rei Morbius Pinóquio | Blonde Bom Luto - Morbius Pinóquio |
| 2024 | 44ª    | Winnie-the-Pooh: Blood and Honey The Exorcist: Believer Expend4bles Meg 2: The Trench Shazam! Fury of the Gods                                                        | Ursinho Pooh: Sangue e Mel O Exorcista: o Devoto Os Mercenários 4 Megatubarão 2 Shazam! Fúria dos Deuses                                                                                     | - O Exorcista: Crente Os Mercen4rios Meg 2: O Regresso do Tubarão Gigante Shazam! Fúria dos Deuses                                                |
| 2025 | 45ª    | Madame Web Borderlands Joker: Folie à Deux Megalopolis Reagan | Madame Teia Borderlands: O Destino do Universo Está em Jogo Coringa: Delírio a Dois Megalópolis Reagan                                                                                       | Madame Web Borderlands Joker: Loucura a Dois Megalópolis Reagan                                                                                   |